# Marieke Westerhof
Marieke Aleida Westerhof (ur. 14 sierpnia 1974) – holenderska wioślarka. Srebrna medalistka olimpijska z Sydney.
Zawody w 2000 były jej drugimi igrzyskami olimpijskimi, debiutowała w 1996. W Sydney medal zdobyła w ósemce. Brała udział w kilku edycjach mistrzostw świata. W 1995 była brązową medalistką w ósemce.